# Gamma Lyrae
Désignations
Gamma Lyrae (γ Lyr / γ Lyrae), également nommée Sulafat, est une étoile de la constellation de la Lyre. Sa magnitude apparente est de 3,24. D'après la mesure de sa parallaxe annuelle par le satellite Hipparcos, l'étoile est située à environ 620 années-lumière de la Terre. Elle se rapproche du Système solaire à une vitesse radiale de −20 km/s.

## Nomenclature
γ Lyrae, latinisé Gamma Lyrae, est la désignation de Bayer de l'étoile. Elle porte également la désignation de Flamsteed de 14 Lyrae.
Elle porte les noms traditionnels de Sulafat, parfois orthographié Sulaphat (venant de l'arabe السلحفاة « tortue »), et Jugum (du latin iugum, « joug »). Sulafat est le nom officialisé par l'Union astronomique internationale le 21 août 2016.

## Propriétés
Gamma Lyrae est une étoile géante bleue de type spectral B9,5II-III, avec la classe de luminosité « II-III » qui indique que son spectre présente des traits intermédiaires entre ceux d'une géante lumineuse et d'une géante ordinaire. L'étoile est environ 5,8 fois plus massive que le Soleil et elle est âgée d'environ 75 millions d'années. Toutefois, ayant évolué hors de la séquence principale, son rayon est devenu plus de treize fois plus grand que le rayon solaire et elle est 2 430 fois plus lumineuse que le Soleil. Sa température de surface est autour de 11 000 K et elle tourne sur elle-même à une vitesse de rotation projetée de 74 km/s.
En 1909, l'astronome canadien Samuel A. Mitchell identifie Gamma Lyrae comme une binaire spectroscopique, mais il n'a pas été en mesure de séparer les raies d'absorption de ses deux composantes. Il détermine une période orbitale de 25,6 jours correspondant à ses mesures. Par la suite, l'étoile a été signalée comme une binaire spectroscopique jusqu'à aussi récemment qu'en 2001, mais elle est désormais considérée comme une étoile seule,, qui présente une vitesse de rotation élevée pour une étoile de ce type.